# سیاه یا سفید
«سیاه یا سفید» (به انگلیسی: Black or White) اولین تک‌آهنگ از هشتمین آلبوم استودیویی مایکل جکسون با نام خطرناک است. ترانه‌سرای این ترانه خود جکسون است و قطعهٔ رپ آن توسط بیل بوترل سروده شده‌است. گیتار این ترانه نیز توسط اسلش (گیتاریست سابق گروه گانز ان روزز) نواخته شده‌است. آهنگ «سیاه یا سفید» ادغامی از سبک‌های راک، نیو جک سوئینگ، دنس پاپ و رپ و از کارهای موفق جکسون می‌باشد. این آهنگ در تمام جداول مهم جهان به جزء هلند، رتبهٔ ۱ را به دست آورد. «سیاه یا سفید» در کشور هلند در رتبهٔ ۳ قرار گرفت.
مایکل جکسون در ترانهٔ «سیاه یا سفید» نژادپرستی را محکوم می‌کند و وحدت نژادها را طلب می‌کند. وی در بخشی از ترانه می‌گوید که «برای من مهم نیست که تو سیاه‌پوستی یا سفیدپوست». اما مفهوم این آهنگ به خاطر برخی جنجال‌هایی که پیرامون سفید شدن پوست مایکل و همچنین نحوهٔ ساخت موزیک‌ویدئواش ایجاد شد، در آن زمان مورد توجه کمتری قرار گرفت.
نماهنگ این ترانه با هزینهٔ ساخت ۴ میلیون دلار ششمین نماهنگ پرهزینهٔ تاریخ است. در ۱۴ نوامبر ۱۹۹۱ موزیک ویدئوی «سیاه یا سفید» در ۲۷ کشور جهان به صورت همزمان بر روی آنتن رفت و ۵۰۰ میلیون نفر به تماشای آن نشستند. این نماهنگ تبدیل به یکی از بحث برانگیزترین نماهنگ‌های جهان شد. در سال ۲۰۱۵، رکورد «پربیننده‌ترین موزیک‌ویدئو در هنگام اولین پخش» در کتاب گینس به نام آهنگ «سیاه یا سفید» ثبت شد.

## مقدمه
مایکل جکسون از ۵ سالگی در صنعت موسیقی فعالیت می‌کرد. وی توانسته بود در دوران نوجوانی‌اش به موفقت‌های بسیاری برسد. این موفقیت‌ها با انتشار آلبوم‌های تریلر (۱۹۸۲) و بد به اوج خود رسید و عملاً مایکل جکسون را به شمایل یک قرن تبدیل کرد. در حالی که موفقیت مایکل در موسیقی بی‌سابقه بود، اما از آن طرف، شایعات و اتهامات پیرامون وی، باعث جنجال‌های بسیاری شد.
یکی از معروف‌ترین جنجال‌های خبری دربارهٔ مایکل جکسون، تغییر رنگ پوستش بود. مایکل یک آمریکایی‌آفریقایی‌تبار سیاه‌پوست بود. اما رنگ پوست وی به مرور زمان کاملاً سفید شد.
منتقدان همگی این سؤال را مطرح می‌کردند که «چرا مایکل خودش را سفید کرد؟ چرا رنگ پوستش را تغییر داد؟ آیا از سیاه‌پوستی خود شرمنده بود؟ آیا سعی می‌کرد برای تمامی قشرها جامعه جذاب باشد و به تمامی دسته‌های هویتی نفوذ کند و با شیوه‌ای خودستایانه، به قله‌های تجاری حتی بلندتر از آنچه با «تریلر» کسب کرده بود برسد؟»
تا به امروز نیز، بسیاری می‌پندارند که مایکل به عمد رنگ پوستش را تغییر داد تا سفید شود. برخی می‌گفتند وی عمل جراحی کرده‌است تا سفید شود. برخی دیگر این اقدام را یه تصمیم عمدیِ آرایشی برای سفید شدن می‌دانستند. منتقدان دلیل این تغییر رنگ پوست مایکل را شرم وی از نژادش می‌دانستند.
اما حقیقت آن است که در اواسط دههٔ ۸۰ پزشکان تشخیص دادند که جکسون به بیماری ویتیلیگو مبتلا شده بود؛ بیماری پوستی که باعث از دست رفتن رنگدانه‌های پوست در نقاط مخلتف بدن می‌شود. این بیماری در آن زمان هنوز در بین عامهٔ مردم شناخته شده نبود. به گفتهٔ آنانی که به جکسون نزدیک بودند، این بیماری چالش شخصی بسیار مشقت‌بار و تحقیرآمیزی برای او بود، چالشی که در آن برای پنهان کردن بیماری‌اش دست به هر کاری می‌زد و از پیراهن آستین‌بلند، کلاه، دستکش، عینک آفتابی و ماسک استفاده می‌کرد. در سال ۲۰۰۹ و پس از مرگ مایکل جکسون گواهی کالبدشکافی پزشکی قانونی و تاریخچهٔ پزشکی او صحت این موضوع را تأیید می‌کرد.
با این حال، در اوایل دههٔ ۹۰، عموم مردم نسبت به این موضوع بدبین بودند. جکسون برای اولین بار به صورت علنی در مصاحبهٔ تلویزیونی‌اش با اپرا وینفری در سال ۱۹۹۳ که شمار بیننده‌های آن بی‌سابقه بود، از این موضوع پرده برداشت. او توضیح داد: «موضوع از این قراره که من یه بیماری پوستی دارم که رنگدانه‌های پوست رو از بین میبره. این چیزیه که نمی‌تونم جلوشو بگیرم، متوجهین؟ ولی وقتی مردم در مورد اینکه من نمیخوام چیزی که هستم باشم داستان‌های جعلی می‌سازن، این من رو آزار میده… این مشکلیه که من دارم و نمی‌تونم کنترلش کنم.» جکسون به داشتن عمل جراحی بر روی چهره‌اش اقرار کرد ولی او گفت از اینکه مردم چنین نتیجه‌گیری می‌کنند که او نمی‌خواهد سیاه‌پوست باشد «وحشت‌زده» است. او به وضوح اعلام کرد: «من یک سیاه‌پوست آمریکایی هستم. من به نژادم و به کسی که هستم افتخار می‌کنم.»

## موفقیت در جداول
ترانهٔ «سیاه یا سفید» موفق‌ترین تک‌آهنگ آلبوم خطرناک است. این ترانه به محض ورود به جدول ۱۰۰ آهنگ داغ بیلبورد در رتبهٔ ۳۵ قرار گرفت. در هفتهٔ بعد ناگهان به رتبهٔ ۳ رسید و در هفتهٔ سومش توانست رتبهٔ ۱ را به دست آورد. این صعود ناگهانی باعث شد که این ترانه عنوان «سریع‌ترین صعود از زمان ترانهٔ Get Back بیتلز» که در سال ۱۹۶۹ منتشر شد را کسب کند.
این ترانه به مدت ۷ هفته -تقریباً ۲ ماه- در رتبهٔ نخست ۱۰۰ آهنگ داغ بیلبورد آمریکا قرار داشت و باعث شد که جکسون به اولین هنرمندی تبدیل شود که در هر سه دههٔ ۱۹۷۰، ۸۰ و ۹۰ دارای تک‌آهنگ شماره یک بود.
این ترانه بعد از گذشت ۸ سال از انتشارش، در سال ۱۹۹۹ در رتبهٔ ۳۹ ۱۰۰ اثر برتر بیلبورد قرار داشت.
تک‌آهنگ «سیاه یا سفید» گواهی‌نامهٔ پلاتین را به‌خاطر فروش بیش از ۱ میلیون نسخه در آمریکا دریافت کرد و به دومین تک‌آهنگ پرفروش سال ۱۹۹۲ آمریکا تبدیل شد.

## موزیک ویدئو

### خلاصهٔ داستان

در عکس بالا دو تصویر مختلف از این ویدئو را می‌بینید. در عکس دوم سمت راست، بر روی پنجره‌های اتومبیل شعار «هیتلر زنده است» و نشان صلیب شکسته را با دستانش می‌شکند. در عکس سوم شعار تبعیض‌نژادی «کاکا سیاه برو خونت» را می‌شکند. در عکس چهارم شعار «مهاجر فراری مکزیکی بسته» را می‌شکند و در عکس آخر، فرمان ماشین را به طرف نماد گروه تروریستی و نژادپرستی کوکلاکس کلان پرت می‌کند و آن را از بین می‌برد.

در ۱۴ نوامبر ۱۹۹۱ موزیک ویدئوی سیاه یا سفید در ۲۷ کشور جهان بر روی آنتن رفت و ۵۰۰ میلیون نفر به صورت زنده و هم‌زمان به تماشای آن نشستند که سبب شد به پربینده‌ترین ویدئو کلیپ زمان تبدیل شود.
کارگردان این موزیک ویدئو همان کارگردان ویدئو کلیپ تریلر مایکل جکسون، جان لندیس بود.
این ویدئو کلیپ با نقش نمایی مکالی کالکین، بازیگر معروف فیلم تنها در خانه (Home Alone) شروع می‌شود. سپس صحنه‌هایی از رقص مردم آفریقایی، تایلندی، سرخ‌پوست‌ها، هندی و روسی نمایش داده می‌شود و جکسون با قرار گرفتن در جمع هر کدام از آن‌ها همانند خودشان می‌رقصد. در اواسط ویدئو جکسون به میان آتشی مجازی می‌رود و در اشاره به «کوکلاکس کلان» فریاد می‌زند: «من از تکه تکه شدن نمی‌ترسم؛ من از هیچکس نمی‌ترسم». در پایان ترانه از تکنیکی استفاده شد که قبل از آن فقط در فیلم‌های «نابودگر ۲» و «ویلو» مورد استفاده قرار گرفته بود. در این روش تصاویری از مردم با نژادهای مختلف در حالی که آهنگ جکسون را می‌خوانند نمایش داده می‌شد که صورت هر یک از این افراد با ظرافتی خاص به یکدیگر تبدیل می‌شد. این نوآوری جکسون بعدها باعث انجام این فناوری گران قیمت در موزیک ویدئوها شد. پس از پایان ترانه، دوربین پلنگ سیاهی را نشان می‌دهد که پس از چند ثانیه به خود جکسون تبدیل می‌شود. سپس به سمت خیابان می‌رود و بدون هیچ آهنگی شروع به انجام حرکات معروف رقص خود می‌کند. در این حین او چندین با به خشتک و شلوار خود چنگ می زند. سپس به سمت یک ماشین و یک مهمانخانه که بر روی آن‌ها جملاتی در رابطه با تبعیض نژادی نوشته شده می‌رود (برخی از جملات: :«هیتلر زنده است»، «نشان صلیب شکسته»، «کاکا سیاه برو خونت»، «مهاجر فراری مکزیکی بسته» و آیین «کوکلاکس کلان») و شروع به خراب کردن و شکستن آن‌ها می‌کند. در آخر هم دوباره تبدیل به پلنگ سیاه می‌شود و می‌رود.

### اعتراضات و سانسور ویدئو
تنها چند ساعت پس از پخش رسمی این ویدئو کلیپ، تمام شبکه‌های خبری و رسانه‌ای سراسر جهان به نقد و انتقاد از این ویدئو پرداختند و بلافاصله موجی از اعتراضات خانواده‌ها و رسانه‌ها به وجود آمد و رسانه‌ها آن را «جنجالی‌ترین ویدئوکلیپ تمام دوران‌ها» خواندند. جنجال بر سر قسمت پایانی این کلیپ با نام «پلنگ سیاه» بود که تا اندازه‌ای خشونت‌آمیز بود و به جنجالی جهانی منجر گردید.
به ویژه مادران و پدران از آنچه که رسانه‌ها صحنه‌هایی خشونت‌آمیز و جنسی مربوط به شکستن شیشه‌هایی که بر روی آن‌ها شعار تبعیض‌نژادی نوشته بود و تظاهر مایکل جکسون به استمنا نامیدند، آشفته شده بودند.
اما سخنگوی مایکل در رابطه با این موضوع عنوان کرد که مدل رقص مایکل در این قسمت، تعبیر او را از رفتار وحشی و حیوانی پلنگ نمایش می‌دهد. پس از آن مایکل موافقت کرد که این قسمت ۴ دقیقه‌ای را از کلیپ حذف کند. او بیانیه‌ای در این باره منتشر کرد که در از شبکه‌های خبری تمام جهان منتشر شد:
فکر کردن راجع به این مسئله که کلیپ سیاه یا سفید می‌توانست بر روی رفتارهای کودکان یا بزرگسالان تأثیرات مخربی بر جای بگذارد، آزارم می‌دهد. من همیشه کوشیده‌ام تا الگوی خوبی باشم. بنابراین تغییراتی در این کلیپ ایجاد کردم تا از هرگونه تأثیر منفی بر رفتار هر شخص جلوگیری کرده باشم. من عمیقأ از بابت هر لطمه‌ای که در نتیجهٔ تماشای قسمت آخر کلیپ سیاه یا سفید، متوجهٔ کودکان، والدینشان یا سایرین شد، متأسفم.
البته نسخهٔ کامل موزیک ویدئوی سیاه یا سفید در مجموعه ویدئوهای جکسون با نام «برترین‌های ویدئویی - تاریخ» وجود دارد.